# بحيرة ليلى
بحيرة ليلى إحدى البحيرات السابقة في الجزيرة العربية، كانت تقع على أطراف الربع الخالي الشمالية، وتمتد بطول (35 كم) من بلدة البديع إلى بلدة السيح في محافظة الأفلاج وبعرض (5 كيلو مترات) وبمساحة إجمالية تقدر بنحو (175 كيلو متراً). أثبتت نفس الدراسات من قبل علماء أمريكيين وبريطانيين وسعوديين والتي أجريت على الرواسب المحيطة بالبحيرة أنها قد انحسرت بسبب المتغيرات التي سادت مناخ شبه الجزيرة العربية بعد العصر الجليدي الأخير فأصبحت هذه البحيرة عبارة عن عيون متفرقة بلغت (17) عيناً بفعل اختفاء الرطوبة في عصر (البليستوسين) المتأخر وعصر (الهولوسين) الأول قبل ( 35000إلى 17000) سنة وحوالي (9000إلى 6000) خلت ليحل محلها الجفاف الزائد وقد كانت تلك الرطوبة تساعد على بقاء البحيرة مليئة بالمياه وتشير أطلال قصيرات عاد المحاذية لبحيرة الأفلاج في الشمال الشرقي منها إلى نشوء حضارة زراعية قديمة حولها، حيث من الممكن تتبع القنوات الصناعية باتجاه المزارع الموجودة في المنطقة منذ القدم وقد تعرضت قصور عاد الأثرية إلى زحف الكثبان الرملية عليها مما حول بعضها إلى مجموعة رملية مرتفعة ولم يتبق منها سوى قصرين
لم تستبعد الدراسات الجيلوجية التي أجريت حديثاً ان حضارة قوم عاد والتي ترجع إلى عهد نبي الله هود قامت أساساً على ضفاف بحيرة ليلى.